# يو بوت

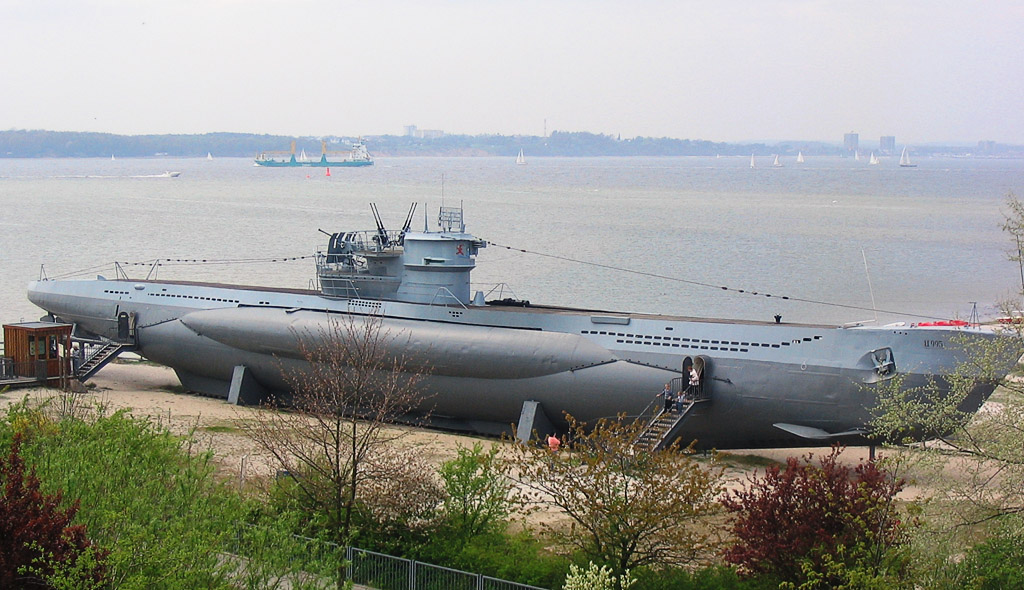
الغواصة الألمانية يو-995

يو بوت (بالإنجليزية: U-boat) هي من العبارة الألمانية Unterseeboot ‏ في حين يشير المصلح الألماني لهذا النوع من القوارب بأنها غواصة. استُخدمت في الحرب العالمية الأولى والحرب العالمية الثانية.
جائت غواصات اليو بوت بأنواع مختلفة تبعا لحجمها، فقد كانت الغواصة من الفئة السابعة هي أكثر الغواصات النازية انتشارا أما الغواصة الألمانية النازية الغواصة من الفئة العاشرة أو تايب إكس فكانت الغواصة الأكبر في تاريخ ألمانيا النازية بطول يبلغ 89.8 متر وارتفاع 10 أمتار ووزن يزيد عن 1700 طن وثاني أكبر غواصة في تاريخ ألمانيا الحديث بعد غواصة الدولفين. كانت الغواصات الألمانية مسلحة بأنابيب طوربيد بعيارات مختلفة تصل إلى 533 ملم والغام بحرية.
طور الألمان غواصاتهم فصنعوا غواصات طويلة وثقيلة قادرة على الإبحار مسافات شاسعة وتعمل بالديزل، عُرفت بغواصات يو. اشتهرت هذه الغواصات خلال الحربين العالميتين الأولى والثانية وكانت تعمل بصورة رئيسية فوق الماء، مزودة بمدفع وبأجنحة كبيرة مثبتة على الجسر ومراوح دفع مزدوجة وفتحات تنفيس وغطس متعددة تتيح لها سرعة الغطس والطفو.
اختراع الالمان لجهاز السنوركل ادى إلى ثورة في استخدام سلاح الغواصات حيث لم تعد الغواصة بحاجة إلى الطفو للتزود بالهواء الضروري لتشغيل محركات الديزل وفي هذه الاثناء كانت الغواصة تشحن بطارياتها العملاقة التي تستخدمها لتشغيل محركاتها الكهربائية بدل محركات الديزل عند الغوص انما كانت تتزود بالهواء وهي تحت الماء مما جعل الغواصات الالمانية تختفي عن عيون سفن وطائرات الحلفاء. وبينما كانت رادارات الحلفاء تستخدم رادارا خاصا يرصد ضجيج محركات الغواصات التي تعمل بالديزل أو عوادمها في البحر، استخدمت الغواصات الألمانية محركاتها التي تعمل بالكهرباء حيث لم تستطع هذه الرادارات رصدها اطلاقا لكن تمكن الحلفاء من تزويد سفنهم برادارات أكثر تطورا، تستطيع اكتشاف الغواصات الألمانية عند وجودها على السطح فقد ابتكر الالمان جهاز استشعار إلكتروني يستطيع أن يكتشف الإرسال الراداري لسفن الحلفاء من على مسافة بعيدة تفوق مسافة اكتشاف الرادار الجديد لسفن الحلفاء مما أتاح لغواصات الألمانية فرصة اتخاذ
لفضل حجم التدريع للغواصات النازية نجحت هذه الغواصات بالغوص حتى 250 متر تحت سطح البحر، كماسمح لها ان تتحمل الصدمات القوية التي كانت تحدثها انفجارات قنابل الاعماق التي تلقيها سفن وطائرات الحلفاء.
وصلت سرعة الطوربيدات التي تطلقها الغواصات الألمانية إلى قرابة 70 كم، كما زود بجهاز ضبط اتجاه السير المسمى الجيروسكوب. طوربيد بهذه السرعة لم يسمح لسفن الحلفاء بالمناورة وتفاديه لكن خروج الدخان من العادم خلف الطوربيد بسبب محركات الاحتراق الداخلي سمح للسفن المستهدفة اتخاذ اجراءات سريعة للإفلات منه. لذلك تم ابتكار طوربيدا جديدا اعتمد على السير بواسطة البطاريات الكهربائية التي لم بستطع الحلفاء رصدها إلا بعد ضرب هدفه. نفذت الغواصات الألمانية مهامها في شتى البحار والمحيطات فوصلت إلى السواحل الأمريكية واليابانية وسواحل جنوب افريقيا، كما وصلت إلى القطب الشمالي والجنوبي. اجرى النازيون تجربة اطلاق صاروخ فاو-2 من على متن غواصة وكانو يستهدفون ضرب الولايات المتحدة في عقر دارهم وبالتحديد مدينة نيوروك التي رصدتها الغواصات الألمانية بمناظيرها.
كانت الغواصات البحرية المجرية النمساوية معروفة أيضًا باسم يو-بوت.

## التسمية
الكلمة الإنجليزية under sea boat التي تعني حرفيا قارب تحت الماء ويكون المعنى غواصة، واختصارها U-boat فتكون غواصة يو حيث استخدم الألمان حرف يو في التسمية) في حين يشير المصلح الألماني لهذا النوع من القوارب بأنها غواصة. استُخدمت في الحرب العالمية الأولى والحرب العالمية الثانية.
حصلت ثلاث عمليات تسمية للغواصات في تاريخ ألمانيا أولها في البحرية الإمبراطورية الألمانية وثانيها في كريسمرينه وثالثهما في دويتشه مارين.
كانت جميع سفن (بما فيها الغواصات) البحرية الامبراطورية تحمل اسم إس‌إم‌إس، اختصار Seiner Majestät Schiff والتي تعني سفينة جلالته). استخدمت هذه التسمية في الحرب العالمية الأولى حيث كانت على النحو التالي: إس‌إم‌إس يو-الرقم مثال إس‌إم‌إس يو-60 و إس‌إم‌إس يو بي-20 و إس‌إم‌إس يو سي-10.
عادة ما تسمى الغواصات بنظام يبدأ من حرف يو:U متبوع برقم، حيث تم تقسيم غواصات يو الألمانية المستخدمة خلال الحرب العالمية الأولى إلى ثلاث مجموعات. تم تخصيص تسمية يو:U عمومًا للغواصات الهجموية التي تستخدم الطوربيدات التي تعمل في المحيط. تم استخدام البادئة يو بي:UB لغواصات الهجوم الساحلية، بينما تم تخصيص البادئة يو سي:UC للغواصات التي تقوم بزراعة الألغام على السواحل.
عندما استأنفت ألمانيا بناء الغواصات في ثلاثينيات القرن العشرين، تمت إعادة ترقيم الغواصات بالبدأ بالرقم 1. ثم أعيد تشغيل إعادة ترقيم الغواصات من الرقم 1 للمرة الثالثة في تاريخ ألمانيا في الستينيات. تتبع ألمانيا حاليا انظمة تسمية مختلفة لغواصاتها مثل تايب 214 ودولفين وغيرها.

### تسميات

#### الحرب العالمية الأولى
يوتم تصميم الغواصات التي تبدأ بالبادئة يو للخدمة في المياه العميقة، ويصل ترقيمها إلى 167.
يو بيتم تصميم الغواصات التي تبدأ بالبادئة يو بي للخدمة بالقرب من السواحل نظرا لحجمها الصغير الذي لا يمكنها من التزود بكميات كافية من الوقود والذخائر للقيام بدوريات بعيدة، ويصل ترقيمها إلى 154.
يو سيتم تصميم الغواصات التي تبدأ بالبادئة يو سي للخدمة كغواصات ساحلية لزرع الألغام في موانئ العدو، ويصل ترقيمها إلى 105.
يو ديوتسمى الفئة يو66 تم بناء غواصات هذه الفئة في الأصل من أجل النمسا-المجر كفئة يو-7، ولكن تم بيعها إلى ألمانيا في بداية الحرب العالمية الأولى.

#### الحرب العالمية الثانية
بدأت التسمية من يو-1 إلى يو-4709 التي كانت اخر غواصة تدخل الخدمة.
صنفت الغواصات يو-5000 إلى يو-6442 بانها غواصات قزمية من الفئة السابعة والعشرون والتي تسمى سيهوند.
أطلق الألمان على الغواصات الاجنبية التي إما أستولو عليها في الحروب أو صنعوها لصالح دول ولم يتم تسليمها لسبب أو لاخر أسماء مختلفة:
يو إيهغواصة لم يتم تسليمها لتركيا.
يو بياستولت عليها كريغسمارين من البحرية البريطانية وتم نقلها إلى الخدمة في البحرية الألمانية.
يو سيغواصتين من النرويج
يو ديخمسة غواصات تم الإستيلاء عليهم من هولندا خلال الغزو الألماني لهولندا.
يو أفثلاثة غواصات تم الإستيلاء عليهم من فرنسا.
يو أي تيأربعة غواصات إيطالية.

#### النمسا-المجر
كانت الغواصات البحرية المجرية النمساوية معروفة أيضًا باسم يو-بوت. أول غواصة كانت غواصة يو-1. عادة ما يتم تغيير اسم الغواصة أو إسقاط الحرف بي من اسم الغواصة عندما تنتقل للخدمة من البحرية الإمبراطورية الألمانية للبحرية النمساوية المجرية مثل يو بي-15 التي تم تغيير اسمها إلى يو بي-11 ثم أسقط حرف بي لتصبح يو-11.

#### غواصات ما قبل الحرب العالمية الثانية
سميت الغواصات ما قبل الحرب العالمية الثانية بتايب وكانت تايب 201 و205 و206 و212.

## غواصات يو المبكرة (1850-1914)
غرقت غواصة براندتاخر -وهي الغواصة الأولى التي بنيت في ألمانيا وكانت قادرة على حمل ثلاثة رجال- في قاع ميناء كيل في 1 فبراير 1851 أثناء اختبار للغوص. قام المخترع والمهندس فيلهلم باور بتصميم هذه الغواصة في عام 1850، وقام شوفيل وهوالت ببنائها في مدينة كيل. أعادت عمليات التجريف في عام 1887 اكتشاف الغواصة براندتاخر؛ تم إخراجها في وقت لاحق وعرضها في ألمانيا.
تبع ذلك في عام 1890 غواصات الحرب العالمية الأولى والثانية، التي أعتمدت على تصميم نوردنفيلت التي أظهرت تقدماً ملحوظاً في بناء أول غواصات حديثة قادرة عسكريًا وأثارت اهتمامًا عسكريًا وشعبيًا حول العالم لهذه التكنولوجيا الجديدة. ومع ذلك، فإن حل المشكلات الفنية الأساسية، مثل الدفع والاندفاع السريع والحفاظ على التوازن تحت الماء لم تكن تعمل بشكل جيد ولم يتم حلها إلا في التسعينيات من القرن التاسع عشر.
كانت هناك فجوة قبل ظهور تصميم نوردنفيلت في ثمانينيات القرن التاسع عشر. أسس تورستن نوردنفيلت، وهو مخترع وصناعي سويدي، شركة نوردنفيلت للأسلحة والذخيرة المشهورة عالمياً.
في عام 1903، أكمل حوض بناء السفن فريدريش كروب جيرمانياويرف في كييل أول غواصة ألمانية تعمل بكامل طاقتها، فوريل،  والتي باعتها كروب إلى روسيا خلال الحرب الروسية اليابانية في أبريل 1904. كانت الغواصة يو-1 عبارة عن إعادة تصميم الغواصة كارب بالكامل وقد بنيت غواصة واحدة من كارب. قامت القوات البحرية الإمبراطورية الألمانية بتكليفها في 14 ديسمبر 1906. وكان لها هيكل مزدوج ومحرك كورتنج هانوفر الذي يعمل بالكيروسين وأنبوب طوربيد واحد. كانت الغواصة يو-2 التي احتوت على انبوبين طوربيد (تم تشغيلها عام 1908) الأكبر حجمًا بنسبة 50٪ من سلفتها الغواصة يو-1. شهدت فئة يو-19 (من عام 1912-1913) استخدام أول محرك ديزل تم تركيبه على قارب في البحرية الألمانية. في بداية الحرب العالمية الأولى في عام 1914، كان لدى ألمانيا 48 غواصة من 13 فئة في الخدمة أو تحت الإنشاء. خلال تلك الحرب، استخدمت البحرية الإمبراطورية الألمانية الغواصة يو-1 للتدريب. تقاعدة في عام 1919 لكنه لا يزال معروضا في المتحف الألماني في ميونيخ.

## الحرب العالمية الأولى (1914-1918)
في 5 سبتمبر 1914، أغرقت الغواصة يو-21 السفينة أتش أم أس باثديفيندر، وهي أول سفينة أغرقتها غواصة باستخدام طوربيد ذاتي الدفع. في 22 سبتمبر، أغرقت الغواصة يو-9 تحت قيادة أوتو ويديجن السفن الحربية البريطانية التي عفا عليها الزمن أتش أم أس أبوقير، وأتش أم أس جريسي وأتش أم أس هوغ («سرب بيت لايف») في ساعة واحدة.
منعت الغواصات الألمانية في حملة جاليبولي في أوائل عام 1915 في شرق البحر المتوسط الدعم الوثيق للقوات المتحالفة من خلال إغراق سفينتين من 18 سفينة حربية. وكانت على راس هذه الغواصات الغواصة يو-21 
خلال الأشهر القليلة الأولى من الحرب، فعلت الإجراءات المضادة للتجارة من باستخدام الغواصات الألمانية، والتي تحكم معاملة سفن العدو المدنية وركابها. في 20 أكتوبر 1914، أغرقت الغواصة يو-21 أول سفينة تجارية قبالة النرويج. وافق القيصر في 4 فبراير 1915 على إعلان منطقة حرب في المياه المحيطة بالجزر البريطانية. وكان الهدف من ذلك انتقاما لحقول الألغام وحصار سفن الشحن البريطانية. بموجب لتعليمات المعطاة للغواصات الألمانية، يمكنها إغرق السفن التجارية حتى السفن المحايدة دون سابق إنذار.
في فبراير 1915، صُدمت غواصة يو-6 (لبسيوس) ودُمرت كلتا البيريسكوبين قبالة بيتشي هيد من قِبل أس أس ثوردس بقيادة الكابتن جون بيل بعد إطلاقها طوربيد. وفي 7 مايو 1915، أغرقت الغواصة يو-20 سفينة الركاب أر أم أس لو<i id="mwcQ">سيتانيا</i>. أودت عملية الإغراق بحياة 1,198 شخصًا، 128 منهم مدنيون أمريكيون، كما أن الهجوم هذه السفينة المدنية غير المسلحة صدم الحلفاء بشدة. كانت لوسيتانيا تحمل شحنة عسكرية، على الرغم من أنه لم يتم نقل أي من هذه المعلومات إلى مواطني بريطانيا والولايات المتحدة الذين اعتقدوا أن السفينة لا تحتوي على ذخيرة أو أسلحة عسكرية من أي نوع وأنها كانت عملاً من أعمال القتل الوحشي. وكانت الذخائر التي حملتها آلاف الصناديق مليئة بذخيرة للبنادق، وقذائف مدفعية 3 بوصات، وكذلك مختلف الذخيرة القياسية الأخرى التي يستخدمها المشاة. غرق لوسيتانيا كان يستخدم على نطاق واسع كدعاية ضد الإمبراطورية الألمانية وتسبب في دعم أكبر للمجهود الحربي. لم يكن هناك رد فعل واسع النطاق في الولايات المتحدة حتى غرق العبارة أس أس ساسكس. غرقت في عام 1915 ودخلت الولايات المتحدة الحرب في عام 1917.
كان الرد الأمريكي الأولي هو التهديد بقطع العلاقات الدبلوماسية، الأمر الذي أقنع الألمان بإصدار تعهد ساسكس الذي أعاد فرض قيود على نشاط الغواصات. كررت الولايات المتحدة اعتراضها على حرب الغواصات الألمانية كلما مات مدنيون أمريكيون نتيجة للهجمات الألمانية، مما دفع الألمان إلى إعادة تطبيق قواعد الجائزة بالكامل.
على الرغم من أن الألمان أعلنوا النصر في جوتلاند، إلا أن الأسطول البريطاني الكبير ظل يسيطر على البحر. كان من الضروري العودة إلى حرب مكافحة التجارة بواسطة الغواصات. ضغط نائب الأميرال راينهارد شير غلى القائد الأعلى لأسطول أعالي البحار، من أجل إقامة حرب شاملة بغواصات يو، وكان مقتنع بأن ارتفاع معدل خسائر الشحن سيجبر بريطانيا على البحث عن سلام مبكر قبل أن تستجيب الولايات المتحدة بفعالية.
كانت حملة الغواصات الألمانية المتجددة فعالة، حيث أغرقت 1.4 مليون طن من الشحن بين أكتوبر 1916 ويناير 1917. وفي 31 يناير 1917، أعلنت ألمانيا أن غواصاتها سوف تشارك في حرب غواصات غير مقيدة ابتداء من 1 فبراير. في 17 مارس، أغرقت الغواصات الألمانية ثلاث سفن تجارية أمريكية، وأعلنت الولايات المتحدة الحرب على ألمانيا في أبريل 1917.
كانت حرب الغواصات غير المقيدة في أوائل عام 1917 ناجحة للغاية في البداية، حيث أغرقت جزءًا كبيرًا من الشحن البحري المتجه إلى بريطانيا. لكن عندما رافقت قطع حربية سفن الشحت فانخفضت خسائر الشحن وفي النهاية فشلت الإستراتيجية الألمانية في تدمير شحنات كافية من الحلفاء. أصبحت الهدنة سارية المفعول في 11 نوفمبر 1918. وكانت الغواصة يو-14 من بين الغواصات الألمانية التي بقيت على قيد الحياة تم إغراق 14 غواصة واستسلمت 122 أخرى.
من بين 373 غواصة ألمانية تم بناؤها، ضاعت 178 في عمليات قتالية. من بين هؤلاء الـ 41 غواصة غرقت بسبب الألغام، و30 غرقت بقنابل عمق و 13 بواسطة سفن كيو. قتل 515 ضابطًا و4894 مجند. أغرقت الغواصات الألمانية 10 سفن حربية و18 طراد وعدة سفن بحرية أصغر. كما دمروا 5708 سفينة تجارية بما مجموعه 11,108,865 طنًا وخسارة حوالي 15000 بحار. تم منح وسام الاستحقاق، أعلى وسام للضباط، إلى 29 من قادة الغواصات. أنجح قادة غواصات للحرب العالمية الأولى كان Lothar von Arnauld de la Perière (189 سفينة تجارية وزورقان حربيان بواقع 446708 طن)، يليهما Walter Forstmann (149 سفينة مع 391607 طن)، وماكس Valentiner (144 يشحن ب 299,482 طن). لم يتم تجاوز سجلاتهم من قبل أي شخص في أي صراع لاحق حتى الآن.

## الفئات
- غواصات تعمل بالكيروسين
  - يو1، يو-2، يو-3، يو-5، يو-9، يو-13، يو-16، يو-17.
- غواصات تعمل بالديزل
  - يو19، يو-23، يو-27، يو-31، يو-43، يو-51، يو-57، يو-63، يو-66، ميتيل يو.
- يو-بوت تجارية
  - الفئة يو 139، الفئة يو 142، الفئة يو 151، الغواصة الألمانية فئة يو دي 1
- غواصات مسلحة بطوربيدات هجومية
  - فئة يو بي 1 فئة يو بي 2 فئة يو بي 3 فئة يو أف، فئة يو جي
- الفئة يو سي زارعة ألغام
  - فئة يو سي 1، فئة يو سي 2، فئة يو سي 3
- الفئة يو إي زارعة ألغام
  - فئة يو إي 1، فئة يو إي 2

### استسلام الأسطول
بموجب شروط الهدنة، كان على جميع غواصات يو أن تستسلم على الفور. لكن أبحرت بعض الغواصات إلى قاعدة الغواصات البريطانية في هارويتش. تمت العملية برمتها بسرعة وبشكل رئيسي دون صعوبة، تم التخلص منها أو إعطائها لأساطيل الحلفاء. كتب ستيفن كينغ هول رواية شهود عيان مفصلة للاستسلام.

## سنوات ما بين الحربين (1919-1939)
حدّدت معاهدة فرساي التي أنهت الحرب العالمية الأولى في مؤتمر باريس للسلام عام 1919 الحمولة الإجمالية للأسطول السطحي الألماني. كما قيدت المعاهدة الحمولة المستقلة للسفن وحظرت بناء الغواصات. ومع ذلك، تم إنشاء مكتب لتصميم الغواصات في هولندا وبدأ برنامج أبحاث الطوربيد في السويد. قبل بدء الحرب العالمية الثانية، بدأت ألمانيا في بناء قوارب يو وطواقم تدريب في الخفاء لكن عندما تم اكتشافها حصرت الاتفاقية البحرية الأنجلو-ألمانية ألمانيا في المساواة مع بريطانيا في الغواصات. عندما بدأت الحرب العالمية الثانية، كان لدى ألمانيا بالفعل 65 غواصة من طراز يو-21 في البحر، جاهزة للحرب.

## الحرب العالمية الثانية (1939-1945)
كانت غواصات يو بوت خلال الحرب العالمية الثانية هي العنصر الرئيسي في معركة الأطلسي، التي بدأت في عام 1939 وانتهت مع استسلام ألمانيا في عام 1945. هدنة 11 نوفمبر 1918 التي أنهت الحرب العالمية الأولى قد خربت معظم معالم الإمبراطورية القديمة حصرت الامبراطورية الألمانية ومعاهدة فرساي اللاحقة لعام 1919 البحرية السطحية لجمهورية فايمار الألمانية الجديدة على ست سفن حربية فقط (أقل من 10000 طن لكل منهما) وستة طرادات و12 مدمرة. للتعويض، طورت البحرية الألمانية الجديدة، كريجسمارين، أكبر أسطول غواصة يدخل الحرب العالمية الثانية. رئيس الوزراء البريطاني وينستون تشرشل في وقت لاحق «الشيء الوحيد الذي أخافني حقًا أثناء الحرب كان خطر غواصات يو».

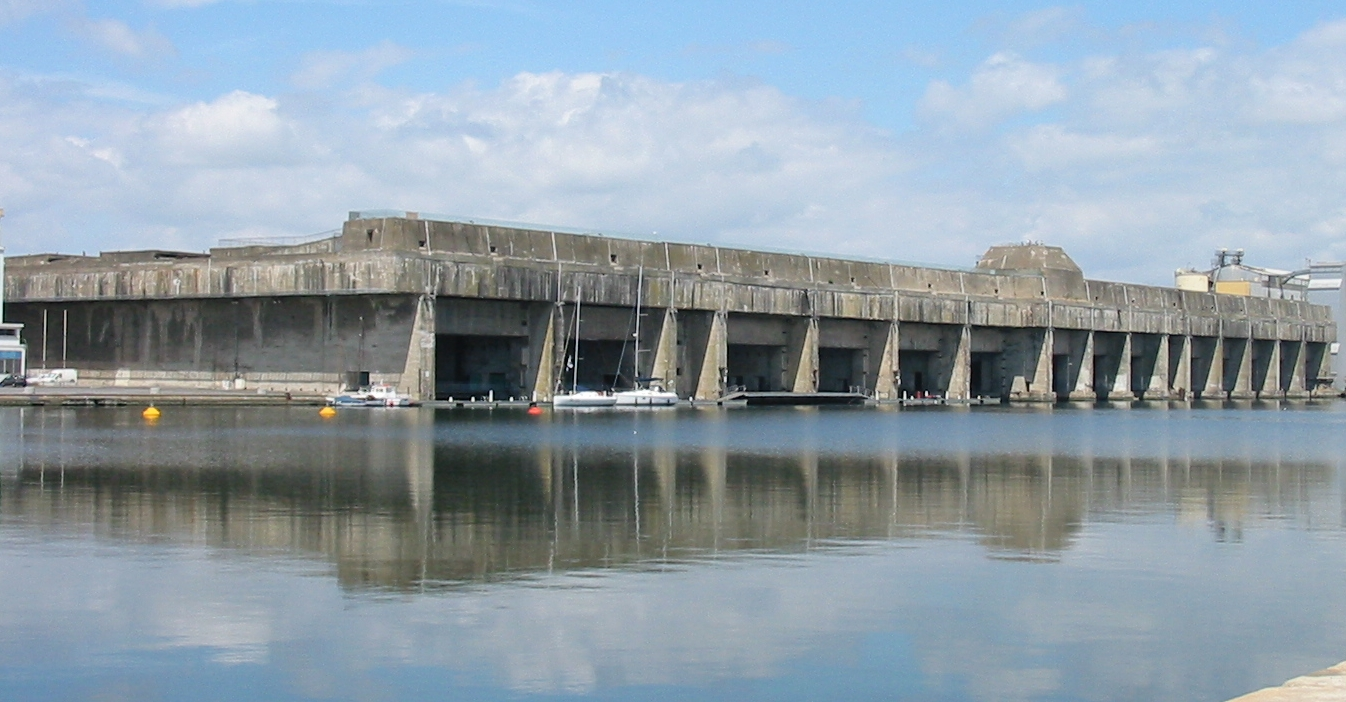
مخابئ غواصات يو في سان نازير، فرنسا

أدرك هتلر أهمية الحصار الذي خنق ألمانيا وهدد بريطانيا، لذا كان أول أعماله العسكرية عندما تولى السلطة عام 1933 الأمر ببناء 26 غواصة، لم يكن هدفه تحدي الأسطول البريطاني، أراد اتباع إستراتيجية الإغارة على التجارة باستخدام الغواصات ومراكب الإنارة على سفن حربية كبيرة وكافية لإبقاء الأسطول البريطاني في موانئه. سقوط فرنسا عام 1940 منح الألمان سيطرة على الموانئ البحرية الفرنسية على الأطلسي فزاد مدى أسطول الغواصات الألمانية ووصلت إلى خطوط الملاحة من وإلى بريطانيا، لكن مشكلتهم كانت في العدد غير الكافي من الغواصات. في المراحل المبكرة من الحرب كانت غواصات يو فعالة للغاية في تدمير سفن شحن الحلفاء بسبب الفجوة الكبيرة في الغطاء الجوي منتصف المحيط الأطلسي. كان للغواصات الألمانية طيلة الأشهر الأخيرة من عام 1939 وعلى مدى عام 1940 تأثير أساسي على قوافل السفن عبر الأطلسي، وكان الأميرال «دونت» القائد الأعلى لأسطول الغواصات الألمانية، كان يعتقد بأنه لو بدأ الحرب بعدد كافي من الغواصات لكانت النهاية مختلفة. كانت التجارة عبر المحيط الأطلسي لنقل الإمدادات والمواد الغذائية واسعة النطاق وضرورية لبقاء بريطانيا.
دخلت ألمانيا مع الحلفاء في المحيط الأطلسي أطول وأقسى معركة في الحرب العالمية الثانية والتي أصبحت معروفًة باسم معركة الأطلسي، حيث طور البريطانيون الدفاعات التقنية مثل ASDIC والرادار، واستجابت الغواصات الألمانية بعمليات الصيد والإغراق فيما أطلق عليه اسم «زمرة ذئبية» حيث ستظل غواصات متعددة قريبة من بعضها البعض، مما يسهل عليهم إغراق هدف محدد. استمر ضعف الشحن البحري في بريطانيا حتى عام 1942، عندما تغيرت الأمور بدخول البحرية الأمريكية التجارية والحربية في الحرب، مما زاد بشكل كبير من كمية الإمدادات المرسلة عبر المحيط الأطلسي. جعل الجمع بين الحمولة الزائدة والحماية البحرية المتزايدة لقوافل الشحن من الأصعب بكثير على غواصات يو أن تنحرف بشكل كبير في الشحن البريطاني. بمجرد دخول الولايات المتحدة الحرب، تراوحت اماكن تواجد غواصات يو من ساحل المحيط الأطلسي للولايات المتحدة وكندا إلى خليج المكسيك، ومن القطب الشمالي إلى الغرب والسواحل الأفريقية الجنوبية وحتى أقصى شرق بينانغ. انخرط الجيش الأمريكي في تكتيكات مختلفة ضد التوغلات الألمانية في الأمريكتين؛ وشملت هذه المراقبة العسكرية للدول الأجنبية في أمريكا اللاتينية، ولا سيما في منطقة البحر الكاريبي، لردع أي من الحكومات المحلية من تزويد الغواصات الألمانية.
نظرًا لأن السرعة والمدى كانت محدودة للغاية تحت سطح الماء أثناء استخدام الغواصة طاقة البطارية الخاصة بها، فقد طُلب من غواصات يو أن تقضي معظم وقتها في الطفو على سطح الماء مستخدمة محركات الديزل، لا تغطس إلا عند مهاجمتها أو في ضربات طوربيد نادرة أثناء النهار. يعكس تصميم الهيكل الأكثر شبهاً بالسفن حقيقة أن هذه كانت في المقام الأول سفن سطحية يمكن أن تغمرها عند الضرورة. يتناقض هذا مع الصورة الأسطوانية للغواصات النووية الحديثة، والتي تكون أكثر هيدروديناميكية تحت الماء (حيث تقضي معظم وقتها)، ولكنها أقل ثباتًا على السطح. بينما كانت القوارب U أسرع على السطح من المغمورة، فإن العكس هو الصحيح بشكل عام للغواصات الحديثة. كان الهجوم الأكثر شيوعًا على متن سفينة يو خلال السنوات الأولى للحرب على السطح وفي الليل. هذه الفترة، قبل قيام قوات الحلفاء بتطوير تكتيكات حرب مضادة للغواصات فعالة بالفعل، والتي شملت قوافل، أشار إليها الغواصون الألمان باسم " die glückliche Zeit " أو The First Happy Time.

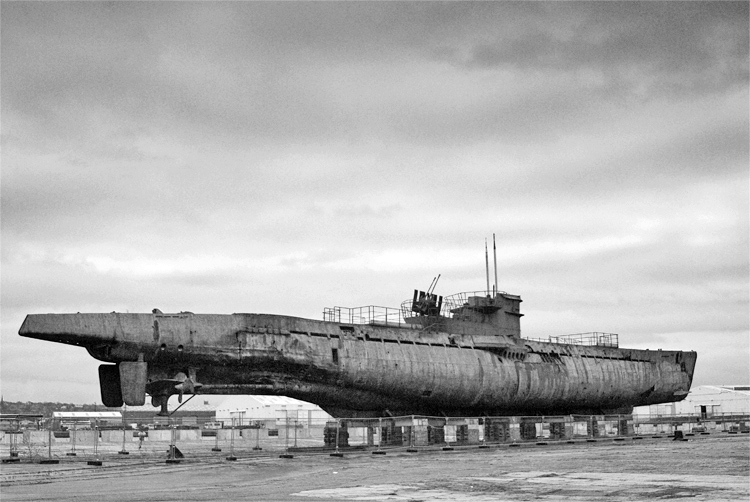
، بيركينهيد دوكس ، ميرسيسايد ، إنجلترا

في عامي 1942 و1943 كان تشيرشل فزعًا من خسارة معركة الأطلسي، كانت أسوأ الخسائر هي خسائر قوافل السفن في ربيع عام 1943، مع ذلك وبسرعة لا تصدق تحول الوضع في معركة الأطلسي وأرى أن لذلك ثلاثة أو أربعة أسباب: الأول: قدوم طائرة بعيدة المدى التي تستطيع الطيران من «جاندر» و«إيسلاندا» وتسد الثغرة في الوسط وتبقى طيلة الوقت فوق وحول قافلة السفن، بحيث تجبر الغواصات على البقاء تحت الماء وخاضعة للمراقبة والرصد وبهذا تستنفذ بطارياتها، السبب الثاني: إنشاء حاملات طائرات صغيرة عليها مقاتلتان اثنتان مرسلة من نوع «هيلكون» يمكن أن تطير وتحمي القافلة وقت الأزمة، والثالث: أن البريطانيين اخترعوا أجهزة رادار معقدة وصغيرة يضعونها على السفن الحربية تستطيع التقاط الغواصات الألمانية على السطح ليلاً ثم تهاجمها، والسبب الرابع: هو ظهور نوع آخر من العجائب التكنولوجية للحرب العالمية الثانية وهو: أن الإنجليز استطاعوا قراءة الرسائل السرية من وإلى قيادة «دونتز» ومعرفة ما يمكن عمله، وكان الأمر خطيرًا في إبريل عام 1943 ثم جاءت الهزيمة في شهر يوليو في نفس العام لقد جاءت بتلك السرعة.
في مارس عام 44 ومع تصاعد خسائر القوات الألمانية اعترف «دونتس» بالهزيمة. دونتس: «وصلت خسائرنا مستوًا لا يمكن تحمله، ولعب سلاح الجو المعادي دورًا حاسمًا في إيقاع هذه الخسائر». خسرت السفن التجارية للحلفاء أكثر من 30 ألف رجل، وأكثر من 2600 سفينة، ودفع بحارة الغواصات الألمانية كذلك ثمنًا رهيبًا فقد غرق أكثر من ثمانية وعشرين ألف جندي مع غواصاتهم، بلغت نسبة الإصابات المميتة سبعين بالمائة وهي أعلى نسبة في أي سلاح في أي بلد في الحرب العالمية الثانية. حددت الغواصات شكل الحرب البحرية في المحيط الأطلسي،

### طوربيدات
كان السلاح الرئيسي للقوارب U هو الطوربيد، على الرغم من استخدام المناجم وبنادق السطح (أثناء ظهورها). بحلول نهاية الحرب، تم غرق قرابة 3000 سفينة حليفة (175 سفينة حربية؛ 2825 سفينة تجارية) بواسطة طوربيدات من طراز U-boat. كانت الطوربيدات الألمانية المبكرة في الحرب العالمية الثانية من السباق المباشر، على عكس طوربيدات صاروخية تدور أحداثها في الميدان في وقت لاحق من الحرب. وقد تم تزويدهم بواحد من نوعين من مشغلات المسدسات: الصدمة، التي فجرت الرأس الحربي عند ملامستها لجسم صلب، والمغناطيسية، والتي انفجرت عند استشعار التغير في المجال المغناطيسي خلال بضعة أمتار.
أحد الاستخدامات الأكثر فاعلية للمسدسات المغناطيسية هو ضبط عمق الطوربيد أسفل مستوى الهدف. سيخلق الانفجار تحت عارضة الهدف موجة صدمة تفجير، مما قد يتسبب في تمزق بدن السفينة تحت ضغط الماء الارتجاجي. وبهذه الطريقة، يمكن حتى الغرق أو تعطيل السفن الكبيرة المدرعة بشدة بضربة واحدة في وضع جيد.
في البداية، كانت معدات الحفاظ على العمق والمتفجرات المغناطيسية غير موثوقة بشكل كبير ولا يعتمد عليها كثيرا. خلال الأشهر الثمانية الأولى من الحرب، غالبًا ما كانت طوربيدات الحرب تسير على عمق غير صحيح، أو انفجرت قبل الأوان، أو فشلت في الانفجار - وأحيانًا ارتدت من جسم السفينة المستهدفة. كان هذا أكثر وضوحًا في عملية فيزروبونغ أثناء غزو النرويج، حيث فشل العديد من قادة الغواصات المهرة في إلحاق أضرار بالنقل والسفن الحربية البريطانية بسبب خلل بالطوربيدات. كانت الأخطاء إلى حد كبير بسبب عدم وجود اختبارات على هذه الأسلحة. كان المفجر المغناطيسي حساسًا للتذبذبات الميكانيكية أثناء تشغيل الطوربيد، والتقلبات في المجال المغناطيسي للأرض على خطوط العرض العليا. في نهاية المطاف تم التخلص التدريجي من الصواعق المغناطيسية المبكرة هذه، وتم حل مشكلة الحفاظ على العمق في أوائل عام 1942 باستخدام تقنية محسّنة. كانت الطوربيدات التي تطلقها الغواصات الألمانية سريعة بحيث لا تستطيع سفن الحلفاء المستهدفة من المناورة والإفلات منه، كما زود بجهاز ضبط اتجاه السير (الجيروسكوب)، ولكن كانت نقطة ضعف هذا الطوربيد هي محركات الاحتراق الداخلي التي تخلف آثار ورائها نتيجة خروج العادم من خلف الطوربيد وهو ما اتاح للسفن المستهدفة اتخاذ اجراءات سريعة للإفلات منه، الا ان الألمان ابتكروا طوربيدا جديدا اعتمد على السير بواسطة البطاريات الكهربائية التي جعلت من الطوربيد الألماني الجديد سلاح قتل مفاجئ حيث لم تتعرف سفن الحلفاء على استهدفها من قبل هذا الطوربيد الا بعد ان يصطدم بها ويفجرها.
في وقت لاحق من الحرب، طورت ألمانيا طوربيد صاروخي موجه أسمه جي7/تي5. تم تصميمه لضرب سفن حراسة القوافل. تم تصميم الطوربيد الصوتي ليعمل مباشرة على مسافة تبلغ 400 متر ثم يتجه نحو أعلى صوت تم اكتشافه. لكن احيانا ما اصابة الغواصة نفسها؛ غواصتان على الأقل قد غرقتا بواسطة طوربيدات صاروخية موجه. لكن تم اكتشاف ان أنسب استخدام لهذه الطوربيدات ضد السفن التي سرعتها أكثر من 15 عقدة (28 كم/س). ورد الحلفاء بطوربيدات صوتية محدثة لضوضاء مثل Foxer وFXR وCAT. قام الألمان بدورهم بمواجهة ذلك من خلال تقديم إصدارات أحدث ومحدثة من الطوربيدات الصوتية، مثل جي7إي أس وتي11 في أواخر الحرب. لكن لم يدخل صاروخ تي11 للخدمة.

### تطورات غواصات يو
خلال الحرب العالمية الثانية، أنتجت كريغسمارينه العديد من الأنواع المختلفة من غواصات يو كما طورت التكنولوجيا المستخدمة فيها. من أبرزها الفئة السابعة، والمعروف باسم «العمود الفقري» للأسطول، والتي كانت إلى حد كبير هي الفئة الأكثر إنتاجًا، وصولا للغواصات من الفئة التاسعة والتي كانت عبارة عن غواصة أكبر من الفئة السابعة مصممة للقيام بدوريات بعيدة المدى، وبعضها وصل حتى اليابان والساحل الشرقي للولايات المتحدة.
مع الخسائر المتزايدة للحلفاء، بدأ المصممون الألمان يدركون تمامًا إمكانات الغواصة المغمور. تم تصميم الفئة XXI «إلكتروبوت» لجعل الغواصة تغوص أكبر مدة ممكنة حتى أنهم هدفو لمحاولة جعلها تقوم بكل عملياتها من تحت الماء، سواء من أجل الحصول على فعالية قتالية أو إبقائها محمية. كان أول غواصة حقيقية. تميزت الفئة الواحدة والعشرون بتصميم متطور يجمع بين عدة فروع مختلفة من برنامج تطوير غواصات يو، وأبرزها غواصات الفئة السابعة عشر، والتي تضمنت نظامًا ناجحًا ولكن ثوريًا تعمل بوقود بيروكسيد الهيدروجين المستقل بالهواء. تميزت هذه القوارب بتصميم هيكل مبسط، والذي شكل أساس الغواصة النووية يو أس أس نيوكلرلاحقا، وتم تكييفها للاستخدام مع أنظمة الدفع التقليدية. سمح تصميم الهيكل الأكبر بزيادة سعة البطارية بشكل كبير، مما مكن الغواصات من الفئة الواحدة والعشرون من الإبحار في المياه العميقة لفترات أطول والوصول إلى سرعات غير مسبوقة اثناء الغوص في ذلك الوقت. كان التخلص من النفايات مشكلة عندما تقضي الغواصات فترات طويلة دون أن تطفو على السطح.
طوال فترة الحرب، تطور سباق التسلح بين الحلفاء والبحرية النازية، وخاصة في الكشف والكشف المضاد. سمح السونار لسفن الحلفاء الحليفة باكتشاف غواصات يو المغمورة (والعكس صحيح) خارج مدى الرؤية، ولكنها لم تكن فعالة ضد سفن السطح. وبالتالي، في وقت مبكر من الحرب، كانت غواصات يو في الليل أو في طقس سيئ أكثر أمانًا على السطح. أصبحت التطورات في الرادار قاتلة بشكل خاص بالنسبة لطواقم الغواصات، خاصة بمجرد تطوير الوحدات المحمولة على متن الطائرات. وكتدبير مضاد، تم تزويد غواصات يو بأجهزة تطلق تحذيرات عند الكشف عن الرادار، لمنحهم متسعًا من الوقت للغوص قبل أن يتخذ العدو إجراءات مضادة، بالإضافة إلى إضافة المزيد من المدافع المضادة للطائرات. ومع ذلك، في وقت مبكر في منتصف عام 1943، تحول الحلفاء إلى استخدام رادار سنتيمتر (غير معروف لألمانيا)، مما جعل أجهزة الكشف عن الرادار غير فعالة. كما تم تطوير أنظمة رادار، لكن العديد من النقباء اختاروا عدم استخدامها خوفًا من بث موقعهم واستقباله من دوريات العدو وعدم وجود تدابير مضادة إلكترونية كافية.
في وقت مبكر، جرب الألمان فكرة سنوركل من غواصات هولندية تم الاستيلاء عليها، لكنهم لم يروا حاجة إليها حتى وقت متأخر من الحرب. كان سنوركل عبارة عن أنبوب قابل للسحب يوفر الهواء لمحركات الديزل أثناء غمره في عمق بريسكوب، مما يسمح للغواصات بالإبحار وإعادة شحن بطارياتها مع الحفاظ على درجة من التخفي. السنوركل ادى إلى ثورة في استخدام سلاح الغواصات حيث لم تعد الغواصة بحاجة إلى الطفو انما كانت تتزود بالهواء وهي تحت الماء مما جعل الغواصات الألمانية أكثر تخفي عن عيون سفن وطائرات الحلفاء. وفر جهاز السنوركل الوقت للغواصات الألمانية حيث كانت سرعة الغواصات بمحركات الديزل اعلى من سرعتها وهي تستخدم محركاتها الكهربائية . إلا ان الغواصات الألمانية استمرت باستخدام محركاتها الكهربائية حينما كانت مهمتها تتطلب ان تقترب كثيرا من سفن الحلفاء وذلك لان محركاتها الكهربائية لم تكن تصدر ضجيجا كمحركات الديزل مما ساعدها على التخفي حتى على رادارات سفن الحلفاء التي كانت تستخدم رادارا خاصا يرصد ضجيج محركات الغواصات أو عوادمها في البحر.
وحينما تمكن الحلفاء من تزويد سفنهم برادارات أكثر تطورا ، تستطيع اكتشاف الغواصات الألمانية عند وجودها على السطح فقد ابتكر الالمان جهاز استشعار إلكتروني يستطيع أن يكتشف الإرسال الراداري لسفن الحلفاء من على مسافة بعيدة تفوق مسافة اكتشاف الرادار الجديد للسفن الحفاء مما أتاح لغواصات الألمانية فرصة اتخاذ إجراءات سريعة لتلافي ضربات سفن الحلفاء .

## غواصات الحرب العالمية الثانية
خلال الحرب العالمية الثانية، كانت الغواصات هي العنصر الرئيسي في معركة الأطلسي، التي بدأت في عام 1939 وانتهت مع استسلام ألمانيا في عام 1945.

### الفئات
- غواصة الفئة الأولى: النماذج الأولى
- غواصة الفئة الثانية: غواصات صغيرة تستخدم لأغراض التدريب
- غواصة الفئة الخامسة: غواصات قزمة (صغيرة جدا) تجريبية غير مكتملة
- غواصة الفئة السابعة: «العمود الفقري» لغواصات يو بوت[23]
- غواصة الفئة التاسعة: غوات بعيدة المدى عملت مع اليابانيين في المحيط الهندي وجنوب الأطلسي
- غواصة الفئة العاشرة: واضعات ألغام طويلة المدى ونقل البضائع
- غواصة الفئة الحادية عشر: قوارب مدفعية تجريبية غير مكتملة
- غواصة الفئة الرابعة عشر: غواصات تقوم باعادة تزويد الغواصات الأخرى
- غواصة الفئة السابعة عشر: غواصات ساحلية تجريبية صغيرة مدعومة بأنظمة دفع بيروكسيد الهيدروجين
- غواصة الفئة الواحدة والعشرون: غواصات تعمل بالديزل والكهرباء
- غواصة الفئة الثالثة والعشرون: نسخة أصغر من الغواصة فئة الحادية والعشرين المستخدمة في العمليات الساحلية
- غواصة قزمية وتشمل: غواصات بايبر وهاي ومولك وسيهوند
- مشاريع غواصات غير مكتملة

### التدابير المضادة
في الوقت نفسه، استهدف الحلفاء أحواض بناء غواصات يو وقواعدها بالقصف الاستراتيجي.

### كتاب فك الشفرة
كان لدى البريطانيين ميزة كبيرة في قدرتهم على قراءة بعض رموز كتاب إنجما للبحرية الألمانية. تم جلب فك الترميز الألماني إلى بريطانيا عبر فرنسا بمساعدة الجواسيس البولنديين. بعد ذلك، تم الاستيلاء على كتب الشفرات والمعدات من خلال غارات على سفن الأرصاد الجوية الألمانية ومن غواصات يو التي تم الاستيلاء عليها. نجح الرياضيون الإنجليز في فك الشفرة وعرفت قدرة بريطانيا على قراءة كثير من وسائل الاتصالات الألمانية أثناء الحرب عن طريق السري للغاية أو (الألتراسيكرت). استخدم فريق من بينهم آلان تورنغ أغراض خاصة وأجهزة كمبيوتر بدائية لكسر الرموز الألمانية الجديدة عند تقديمها. كان فك التشفير السريع للرسائل أمرًا حيويًا في توجيه القوافل بعيدًا عن الزمرة الذئبية والسماح باعتراض وتدمير غواصات يو. وقد تجلى ذلك عندما تم تغيير آلات إنجما في فبراير 1942 وازدادت فعالية الزمة الذئبية بشكل كبير حتى تم كسر الكود الجديد.
الغواصة الألمانية يو-110 من الفئة التاسعة بي، تم الاستيلاء عليها في عام 1941 من قبل البحرية الملكية، وتمت الإستيلاء على آلة إنجما والوثائق. تم الإستيلاء على الغواصة يو-559 من قبل البريطانيين في أكتوبر 1942؛ وكان على متنها ثلاثة بحارة بينما كانت تغرق وألقوا يائسين جميع كتب الشفرة من الغواصة لإنقاذها والحفاظ على سريتها. تم الإستيلاء على مزيد من كتب الأكواد بواسطة غارات على غواصة الأرصاد الجوية يو-744 بواسطة طاقم السفينة الكندية HMCS Chilliwack في 6 مارس 1944، وتم أخذ الرموز منها، ولكن بحلول هذا الوقت في الحرب، كانت معظم المعلومات معروفة. استولت البحرية الأمريكية على الغواصة يو-505، وهو نمن الفئة التاسعة سي، في يونيو 1944. وهي الآن في متحف العلوم والصناعة في شيكاغو.

### معركة جزيرة بيل
حدثان في المعركة في عام 1942: الأول عندما هاجمت غواصات يو الألمانية أربع حاملات خام في جزيرة بيل، نيوفاوندلاند. حيث أغرقت الغواصة يو-513 سفينتي البضائع أس أس ساجانجا وأس أس لورد يوم 2 نوفمبر وفقدت 69 شخصا. وحدث ذلك عندما أطلقت أطلقت الغواصة طوربيدا على رصيف التحميل، أصبحت بيل آيلاند أو جزيرة بيل الموقع الوحيد في أمريكا الشمالية الذي يتعرض لهجوم مباشر من القوات الألمانية في الحرب العالمية الثانية.

### عملية الموتى
«عملية الموتى» هي الاسم الرمزي لإغراق غواصات يو التي استسلمت للحلفاء بعد هزيمة ألمانيا بالقرب من نهاية الحرب. من بين 154 غواصة استسلم، تم العثور على 121 قارب في المياه العميقة قبالة ليزالي، أيرلندا الشمالية، أو بحيرة ريان، اسكتلندا، في أواخر عام 1945 وأوائل عام 1946.

## النصب التذكاري
Möltenort U-Boat Memorial

## ما بعد الحرب العالمية الثانية والحرب الباردة (بعد 1945)
من عام 1955، سمح للبحرية ألماني الغربية أن يكون لديها سلاح بحري صغير. في البداية تم رفع وإصلاح اثنتين من غواصات الفئة الثالثة والعشرون والواحدة والعشرون الغارقتين. في الستينيات، عادت جمهورية ألمانيا الفيدرالية (ألمانيا الغربية) إلى الدخول في تجارة الغواصات. نظرًا لأن ألمانيا الغربية كانت مقيدة في البداية بحد أقصى قدره 450 طنًا، فقد ركز البوندزمارين على الغواصات الساحلية الصغيرة للحماية من تهديد الاتحاد السوفيتي (الروسي) في بحر البلطيق. سعى الألمان إلى استخدام التقنيات المتقدمة لتعويض الإزاحة الصغيرة، مثل الصلب المغنطيسي للحماية من الألغام البحرية وأجهزة الكشف عن الشذوذ المغناطيسي .
فشلت الغواصة تايب201 الأولي بسبب تصدع الهيكل. حققت الغواصة تايب 205 اللاحقة نجاحا وتم تكليفها لأول مرة في عام 1967. وتم بناء 12 غواصة منها تابعة للبحرية الألمانية. لمواصلة طريقة تسمية الغواصات السابقة أستخدمت الغواصة الجديدة الحرف يو وبدات من الرقم واحد يو-1.
مع شراء الحكومة الدنماركية لغواصتين من تايب 205، أدركت حكومة ألمانيا الغربية إمكانية تصديرها للغواصات. تم بيع ثلاثة من الغواصات المحسنة من تايب 206 إلى القوات البحرية الإسرائيلية، لتصبح <i id="mwAd0">غواصة فئة غال</i>. كانت الغواصة الألمانية العاملة بالكهرباء تايب 209 من أكثر الغواصات -المعدة لتصدير مبيعا وشهرة في العالم منذ أواخر الستينيات وحتى السنوات الأولى من القرن الحادي والعشرين. تبلغ أزاحتها أكبر من 1000 - 1500 طن، كانت الفئة قابلة للتخصيص للغاية وخدمت مع 14 قوة بحرية ب 51 غواصة جرى بناؤها من عام 2006.
جلبت ألمانيا اسم يو بوت إلى القرن الحادي والعشرين باستخدام تايب 212 الجديد. 212 يتميز بنظام دفع مستقل بالهواء باستخدام خلايا وقود الهيدروجين. هذا النظام أكثر أمانًا من محركات الديزل ذات الدورة المغلقة السابقة والتوربينات البخارية، وهو أرخص من المفاعل النووي وأكثر هدوءًا من أي منهما. كما تم شراء تايب 212 من كلا من إيطاليا  والنرويج،  وتم تصميم تايب 214 كنموذج لتصدير لاحق وتم بيعه إلى اليونان وكوريا الجنوبية وتركيا.
في يوليو 2006، قامت ألمانيا بتكليف أحدث غواصة يو-34 من تايب212.

## روابط خارجية
- TheSubPen The Sub "Pen"، منزلك للحصول على تاريخ الغواصة وتاريخ U-boat.
- uboat.net مصدر مرجعي شامل لمعلومات قارب U-WW و WW II.
- uboat-bases.com قواعد U-boat الألمانية للحرب العالمية الثانية في فرنسا: بريست ، لوريان ، سان نازير ، لاروشيل ، بوردو.
- ubootwaffe.net مصدر مرجعي شامل لمعلومات WW II U-boat.
- الحرب العالمية الثانية الألمانية UBoats
- غرقت الألمانية الفرعية بالقرب من الولايات المتحدة ، وقائع أوغوستا
- U Boat Sanctuary - داخل قواعد U قارب غير قابلة للتدمير في بريتاني مقالات التاريخ